# 马蒂亚斯·莫尔特·巴斯基尔
马蒂亚斯·莫尔特·巴斯基尔（丹麥語：Mathias Moldt Baskjær，1995年5月15日—），丹麥男子羽毛球運動員。

## 簡歷
2016年4月，马蒂亚斯·莫尔特·巴斯基尔出戰荷蘭羽毛球國際賽，與弗雷德里克·阿尔斯特鲁普合作贏得男子雙打比賽亞軍。

## 主要比賽成績
只列出曾進入準決賽的國際賽事成績：
| 年份   | 賽事             | 公開賽級別 | 項目     | 拍檔                    | 成績   |
| ------ | ---------------- | ---------- | -------- | ----------------------- | ------ |
| 2015年 | 芬蘭羽毛球國際賽 | 國際系列賽 | 男子雙打 | 弗雷德里克·阿尔斯特鲁普 | 準決賽 |
| 2016年 | 荷蘭羽毛球國際賽 | 國際系列賽 | 男子雙打 | 弗雷德里克·阿尔斯特鲁普 | 亞軍   |
| 2018年 | 挪威羽毛球國際賽 | 國際系列賽 | 男子雙打 | 安德烈亚斯·桑德高       | 準決賽 |
| 2018年 | 挪威羽毛球國際賽 | 國際系列賽 | 混合雙打 | 玛丽·路易丝·斯蒂芬森    | 亞軍   |

| 2007-2017年 | 首要超級賽 | 超級賽 | 黃金大獎賽 | 大獎賽 | 國際挑戰賽 | 國際系列賽 | 未來系列賽 | 其他 |

| 2018-2026年 | 總決賽 | 超級1000賽 | 超級750賽 | 超級500賽 | 超級300賽 | 超級100賽 | 國際挑戰賽 | 國際系列賽 | 未來系列賽 | 其他 |